# Melissa Paredes
Melissa Paredes Rodríguez (Ventanilla, Callao, 11 de agosto de 1990) es una personalidad de televisión, modelo y actriz peruana, conocida por sus múltiples participaciones en programas y series de televisión a nivel local. También fue brevemente ganadora del certamen de belleza Miss Perú Mundo 2013, título al cual renunció.

## Biografía

### Primeros años
Nació el 11 de agosto de 1990, bajo el nombre completo de Melissa Paredes Rodríguez.[cita requerida] Vivió junto a su familia en el distrito de Ventanilla, Región Callao; el lugar donde desarrolló su niñez y adolescencia.
Paredes estudió la primaria y secundaria en el Colegio Marcelino Champagnat en su distrito, para luego estudiar la carrera de diseño de modas en el Centro de Altos Estudios de la Moda, donde fue egresada del dicho centro educativo sin ejercer su profesión. Más adelante, volvería a formar su propio emprendimiento sin éxito.

### Inicios
Paredes comenzó su carrera artística como modelo en 2010, complementando con sus participaciones en los concursos locales Miss Ventanilla y Miss Colita Ventanilla.
Pero fue en el año 2012 cuando le llegó la oportunidad de concursar en el Miss Callao, logrando conseguir la corona y accedió a la competencia nacional Miss Perú Mundo 2013 en representación de la Región Callao, convirtiéndose así finalmente en la ganadora de la edición. Sin embargo, al descubrirse días después un escándalo en una sesión de fotos que comprometió su imagen, fue expulsada de la organización. Se convirtió en la reina de certamen con menor estancia en la historia del país en ese entonces, al permanecer por siete días hasta que la organización le cedió la corona a la modelo Elba Fahsbender.

### Etapa en losreality show
Tras ponerle fin a su etapa en los concursos de belleza, Melissa encausaría su fama por la televisión debutando como invitada del programa de canto Operación Triunfo en 2012. Poco tiempo después, fue parte de Desafío, reality show conducido por el cantante de rock peruano Raúl Romero, cuya sinopsis es de competencias. Tras 20 días en estreno, el programa dejó de emitirse y disolvió el contrato con la casa televisora.
Al año siguiente, se sumó al reality show Bienvenida la tarde: la competencia para el canal Frecuencia Latina, la cual llegaría a ser parte del segmento propio La reina de la primavera con su exparticipante rival de Miss Perú, la bailarina y estrella de telerrealidad Rosángela Espinoza. Seguidamente, formó parte del elenco secundario del programa cómico El especial del humor en el rol de actriz cómica, donde interpretó a varios personajes.
Tras su retiro de Bienvenida la tarde, en 2015 formó parte del otro formato Esto es guerra por la televisora América Televisión, donde tuvo una corta participación como integrante del equipo de Las Cobras.
En 2016, Paredes concursa en el reality de baile El gran show, donde ocupó el tercer puesto al completar dos meses de competencia. Meses después, volvió a participar en la temporada especial Reyes del show.

### Ojitos hechiceros
Después de tomar una pausa para enfocarse a su vida personal en 2018, la productora Michelle Alexander, la convoca para debutar como actriz en la telenovela musical de la productora Del Barrio Producciones, Ojitos hechiceros. Inicialmente, postuló para el rol antagónico de Sabrina Gómez (personaje que sería interpretado tiempo después, por la cantante Cielo Torres), pero se descartó. En su lugar, la productora le sugirió durante los ensayos tomar el perfil de protagonista, al interpretar a Estrella López, el personaje de una mujer que busca adversidades permitió a la serie impulsar su carrera televisiva y musical. Debido al éxito, la telenovela se transmitió también en Ecuador, tuvo un musical, y se renovó para una segunda temporada en 2019. Inclusive, la boda de Estrella y Juli, interpretado por el actor Sebastián Monteghirfo, fue emitida con público en una iglesia de Pueblo Libre. Con la telenovela se lanzó temporalmente como cantante, siendo intérprete junto a Marco Antonio Guerrero y el grupo musical Los Fernández del cover del tema homónimo, y de otras pistas musicales con Marisol Ramírez.
Su presencia de artista revelación, le permitió una inclusión en la obra Hadas, nunca dejes de soñar en el Teatro Plaza Norte. Volvió en su nueva adaptación Aleteo Alelé: Un cuento de hadas para navidad para una gira nacional. Además, la marca de champú Savital la incluyó como imagen comercial, rol donde se mantiene en la actualidad. En enero de 2019, colaboró como comentarista para el especial de la alfombra roja de los premios Globos de Oro junto a Daniela Feijoó y de los premios Grammy con Leslie Shaw para E! Latinoamérica. En mayo de 2019, se la incluyó en el reparto principal de la adaptación musical de Pantaleón y las visitadoras y luego participó en el rol principal en la película peruana ¿Mi novia es él?, donde compartió escenario junto al comediante Edwin Sierra y el actor colombiano Gregorio Pernía.

### Posteriores proyectos
Tras el final de Ojitos hechiceros, continuó con la telenovela dramática de la misma productora en 2020: Dos hermanas como Mery Vilca, donde fue protagonista junto a la actriz Mayella Lloclla. Ella interpretó el tema principal de la telenovela: la canción «Te encontraré», al lado del cantante y actor Erick Elera, y con la colaboración especial de la actriz antagonista protagónica Lloclla.
En 2021, se la presenta como conductora del programa televisivo América hoy, donde se mantuvo entre los meses de febrero y diciembre, y compartió diversos segmentos junto con Ethel Pozo, Janet Barboza, Christian Domínguez y Edson Dávila. En ese mismo año, ingresó como participante en la segunda temporada de Reinas del show.
En 2022, apareció como copresentadora recurrente del programa Mujeres al mando hasta su cancelación en febrero de ese año. Al año siguiente, Paredes ingresa como la conductora del magacín matutino Préndete por la señal de Panamericana Televisión, la cual compartió el rol al lado de Karla Tarazona y Kurt Villavicencio «Metiche» hasta su retiro del espacio tras tres meses en la conducción.
Tras su alejamiento temporal televisivo y actoral, en 2023 cofunda la academia de baile U Move con su esposo, el bailarín Anthony Aranda, e inicia su participación en la teleserie Al fondo hay sitio con su personaje de Patricia «Patty» Pichilingüe Huamán.
A finales del año 2024, vuelve al teatro con la obra cómica El divorcio, asumiendo el papel protagónico junto al argentino Julián Zucchi. En ese mismo año, se incorpora a la telenovela Nina de azúcar como el personaje de Sheyla «la Sirena Tropical» Glow, una cantante y bailarina de cumbia, y esposa de Leandro Montes.[cita requerida]

## Vida personal
Entre 2013 y 2014, fue pareja de la exestrella de telerrealidad uruguayo Ignacio Baladán.
En 2015, contrajo una relación con el futbolista peruano Rodrigo «Gato» Cuba. Ambos se casaron civilmente al año siguiente, y tuvieron a su hija Mía Cuba. En 2021, Paredes y Cuba se divorciaron.
En 2024, Paredes se casó con el bailarín Anthony Aranda.

## Controversias

### Vinculación en un encuentro íntimo
En el año 2016, fue involucrada en el escándalo de un supuesto trío sexual, según las declaraciones de la personalidad televisiva y modelo español Bruno Agostini en el programa El valor de la verdad, en el cual afirma que él estuvo presente junto a ella, su hermano Fabio Agostini y la personalidad televisiva Andrea San Martín. A consecuencia de lo sucedido, recibió críticas y burlas en su contra, perjudicando a su carrera en la televisión peruana.

### Escándalo de infidelidad y fin del matrimonio con Rodrigo Cuba
En octubre de 2021, se difundió un encuentro comprometedor en el programa de Magaly Medina con su compañero de Reinas del show, el bailarín  Anthony Aranda, quien fue apodado por los medios locales como «el Gato Activador». El escándalo de infidelidad mostrado en el video le costó las críticas negativas del público en su contra, su permanencia de la producción del programa concurso, y su posterior separación definitiva del magacín América hoy y de las siguientes telenovelas de la productora Michelle Alexander hasta finales de 2024.
En noviembre de 2021, la pareja Cuba Paredes anunció su divorcio, en el cual la celebridad televisiva recibió una compensación económica.
El caso se volvió en un escándalo mediático fruto de la cobertura de la prensa de espectáculos. Susy Díaz dedicó a la actriz en la viralización de las frases dedicatorias, además que el aplicativo buscador Google colocó a Melissa en la sexta personalidad más consultada por los peruanos durante ese año, incluyendo la difunción en los reels de Instagram, TikTok y Facebook de su participación en la telenovela Ojitos hechiceros, donde en la ficción, se difundió en un programa de espectáculo el escándalo de Estrella López con el psiquiatra Andrés Luján saliendo de su casa, supuestamente engañando a su esposo Julio César Gallardo; escena parecida en la vida real.
Esto generó olas de críticas de la productora Michelle Alexander; su compañera protagónica de Dos hermanas, Mayella Lloclla; y de Andrea Llosa, quien se negó a  invitarla a su programa de entrevistas. Rosario Sasieta reprobó la exposición que involucró también a su hija y animó al Ministerio de la Mujer a tomar acciones contra un eventual juicio entre los exesposos.
Aunque en enero de 2022, Paredes oficializó su relación sentimental con Aranda, el impacto que involucró a la niña continuó. Eso motivó a la Defensoría del Pueblo a solicitar a la Sociedad Nacional de Radio y Televisión a tomar medidas contra la difusión en los espacios de espectáculos. Así mismo, el Poder Judicial estableció una orden de alejamiento para sus padres. En octubre de ese año, Paredes reconoció que su escándalo personal «[tomó] protagonismo», y al ser actriz y modelo su fama mediática «no [debió] ser así». A pesar de ello, el escándalo de la pareja sentimental continuó con las críticas de la presentadora Magaly Medina y del público.[cita requerida]
También le costó un retiro del programa televisivo Préndete en 2023, debido a las críticas por su presencia en la conducción, la separación con Cuba y su infidelidad. Además, entabló una demanda en contra de la exbailarina Lady Guillén por difamación.
Finalmente, en agosto de 2024, la pareja Aranda Paredes se casaron por bienes separados en compañía de amigos y familiares en un evento privado en Pachacámac.

## Filmografía

### Televisión

#### Programas
- Desafío (2012) como participante.[82]
- Bienvenida la tarde: la competencia (2013-2015) como competidora.
- El especial del humor (2013-2015), varios roles.
- Gisela, el gran show (2014) como concursante invitada de la secuencia Mi hombre puede.
- Versus espectacular (2015), varios roles.
- Esto es guerra (2015) como competidora del equipo de las Cobras.[20]
- El gran show (2016) como participante (tercer puesto).[22]
- Reyes del show (2016) como participante (sexto puesto, segunda eliminada).[83]
- El artista del año (2018) como participante de la secuencia El desafío.
- América espéctaculos (2018-2019) como presentadora interina.
- Especial de los Premios Globo de Oro (2019) como comentarista.
- Especial de los Premios Grammy (2019) como comentarista.
- Reinas del show (2021) como participante (sexto puesto, tercera eliminada).[84]
- América hoy (2021) como presentadora.[85]
- Mujeres al mando (2022) como copresentadora.[50][86]
- Préndete (2023) como presentadora.[87]
- El gran chef famosos (2025) como participante.

#### Series y telenovelas
- Ojitos hechiceros (2018-2019) como Estrella López Huamaní (protagónico y debut actoral).[88]
- Dos hermanas (2020-2021) como María «Mery» Etelvina Vilca Pando (protagónico).[89]
- Junta de vecinos (2021-2022) como Fernanda «Nanda, la Caliente» (rol terciario).[cita requerida]
- Al fondo hay sitio (2023-2024) como Patricia Pichilingüe Huamán / «Patty» (rol principal).[90]
- Nina de azúcar (2024-2025) como Sheyla Quispe / Sheyla Glow «la Sirena Tropical» (rol principal).

### Cine
- ¿Mi novia es él? (2019) como Lucero «Lucerito» (protagónico).[91]
- Igualita a mí (2022)[92]

### Vídeos musicales
- Princesa (2019) (de Nikko Ponce y Melissa Paredes) como Estrella López Huamaní.

## Teatro
- Ojitos hechiceros: El musical (2018) como Estrella López Huamaní vda. de Quintanilla de Gallardo / «La Soñadora».
- Hadas, nunca dejes de soñar (2018)
- Ojitos hechiceros 2: El musical (2019) como Estrella López Huamaní de Gallardo / «La Soñadora».
- Aleteo Alelé: Un cuento de hadas para navidad (2019)
- Pantaleón y las visitadoras: El musical (2019)
- El divorcio (2024)

## Certámenes de belleza
- Miss Ventanilla 2011
- Miss Colita Ventanilla 2010
- Miss Callao 2013 (ganadora)
- Miss Perú Mundo 2013 (ganadora; renunció al título)[93]

## Discografía

### Agrupaciones musicales
- Grupo musical con Micheille Soifer
- Río roma

### Temas musicales paraOjitos hechiceros
- «Ojitos hechiceros» (2018) (con Los Fernández y Marco Antonio Guerrero)
- «Te regalo una estrella» (2018) (con Nikko Ponce)[94]
- «Por siempre» (2018)
- «Aunque tu no estés» (2018)[95]
- «Te vas» (2019)
- «Renacer» (2019)
- «Princesa» (2019) (con Nikko Ponce)
- «Yo quiero ser tu amor» (2019) (con Sebastián Monteghirfo)
- «Adiós, amor» (2019) (con Gina Yangali)

### Temas musicales paraDos hermanas
- «Te encontraré» (2020) (con Erick Elera)

### Temas musicales paraAl fondo hay sitio
- «Maldito» (2023) (con Grupo 7)
- «Es para ti» (2023) (con Grupo 7)

## Premios y nominaciones
| Año  | Premio                       | Categoría                  | Trabajo           | Resultado | Ref.   |
| ---- | ---------------------------- | -------------------------- | ----------------- | --------- | ------ |
| 2018 | Premios Luces de El Comercio | Mejor actriz de televisión | Ojitos hechiceros | Nominada  | [ 96 ] |